# Raymond de Pezzer
Raymond de Pezzer (* 21. November 1885 in Paris; † 5. August 1924 in Cambo-les-Bains) war ein französischer Komponist.

## Leben

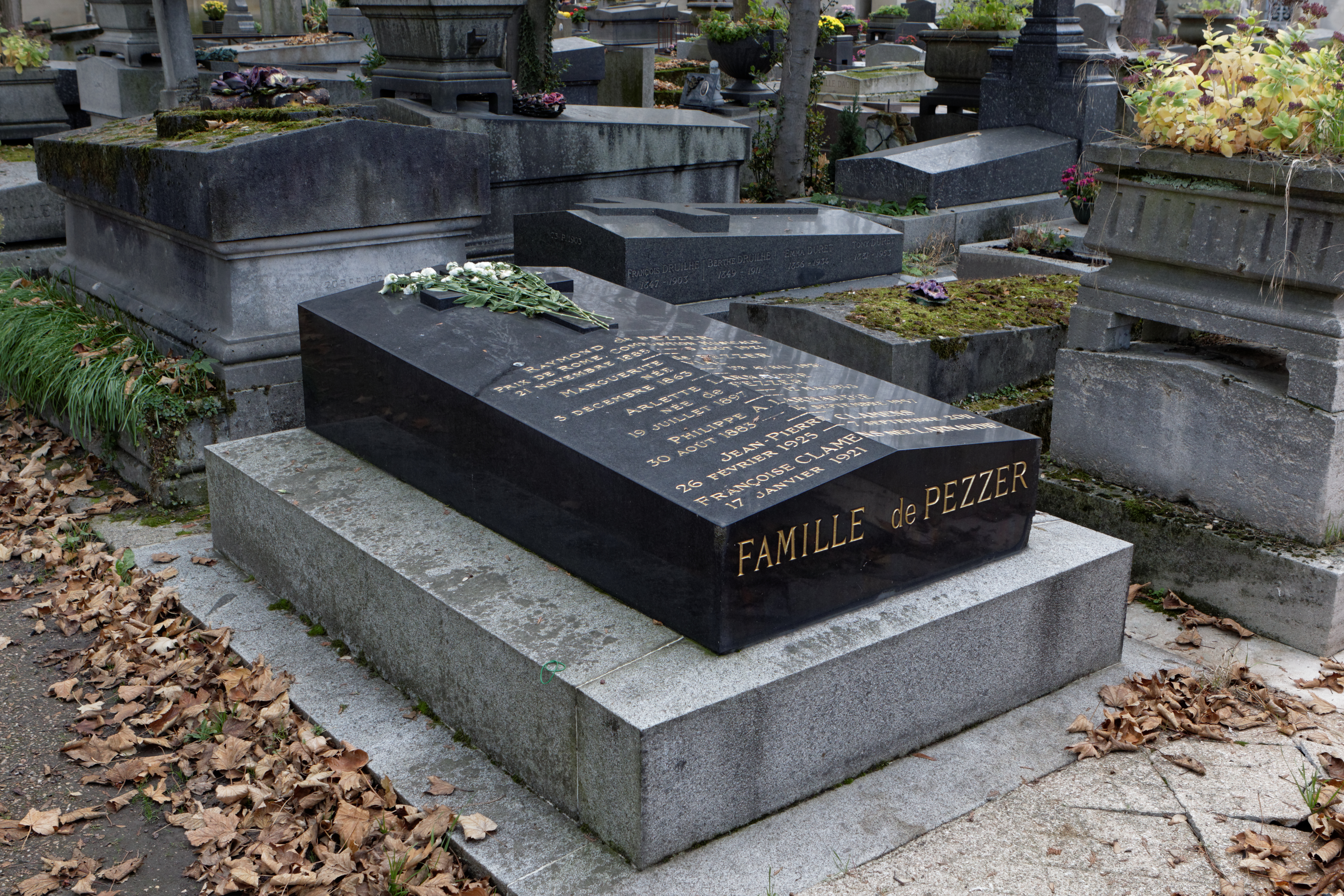
Père-Lachaise

Raymond de Pezzer studierte Musik am Pariser Konservatorium und parallel Jura an der Sorbonne, wo er 1911 eine Dissertationsschrift unter dem Titel L'Opéra devant la loi et la jurisprudence vorlegte, die im gleichen Jahr im Druck erschien. 1914 gewann er mit der Kantate Psyché den Ersten Second Grand Prix de Rome. Zwischen 1915 und 1918 fand der Wettbewerb um den Preis nicht statt, de Pezzers Teilnahme daran 1919 blieb erfolglos.
Im Jahr 1920 erschien bei Ricordi in Paris eine Sammlung von Liedern de Pezzers.

## Lieder
- L'Ombre sur les yeux (eigener Text),
- Le Cimetière ensoleillé (eigener Text)
- Aubade (Text von Albert Samain)
- Chant pastoral